# Aalborg Vestby
Aalborg Vestby (duński: Aalborg Vestby Station) – stacja kolejowa w Aalborgu, w regionie Jutlandia Północna, w Danii. Stacja została otwarta w 2003 roku jako część Aalborg Nærbane.
| Aalborg Vestby        |  |             |
| Linia Vendsysselbanen |  |             |
| Aalborg               |  | Nørresundby |